# Parafia św. Józefa Robotnika w Bytomiu
Parafia Świętego Józefa Robotnika w Bytomiu – parafia metropolii katowickiej, diecezji gliwickiej, dekanatu bytomskiego Kościoła katolickiego obrządku łacińskiego, powstała w 1928.

## Historia

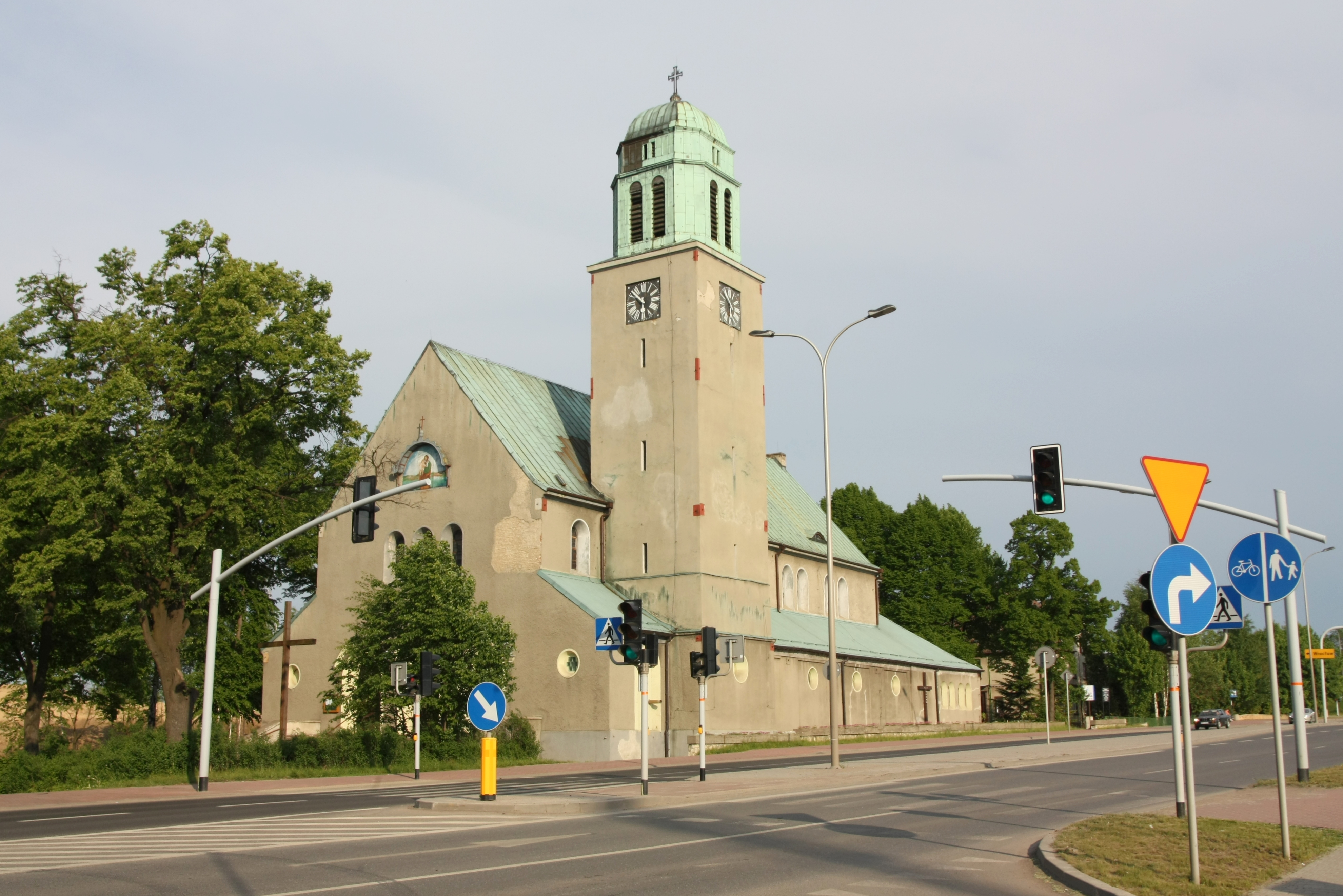
Stary kościół parafialny w Dąbrowie Miejskiej, zburzony w 2016 roku

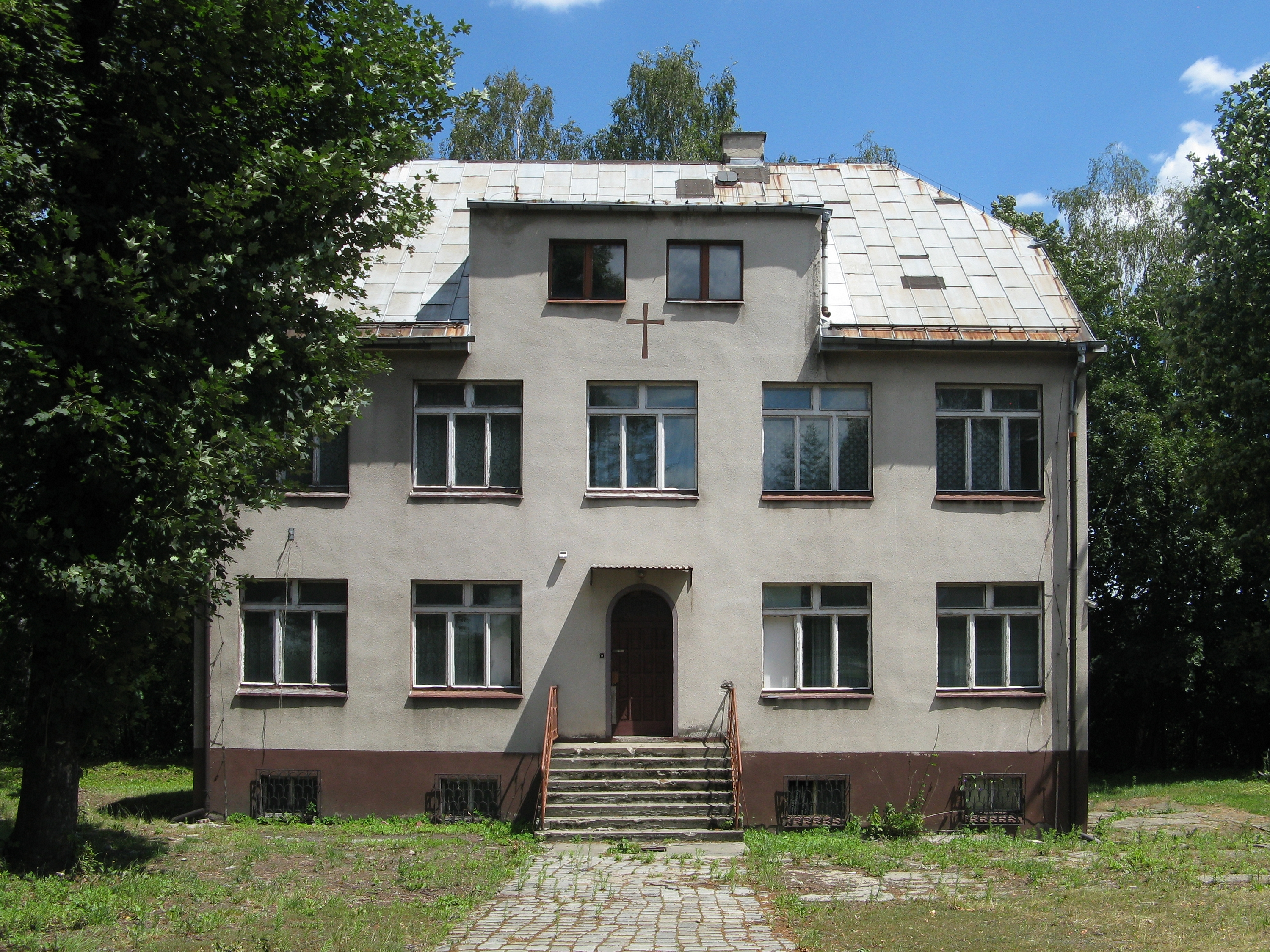
Dawny dom parafialny w Dąbrowie Miejskiej (2018)

Lokalia (po konsekracji kościoła kuracja) św. Józefa w Bytomiu-Dąbrowie Miejskiej (niem. Beuthen-Dombrowa, St. Joseph) powstała w 1928 r. w parafii Świętej Trójcy w Bytomiu. Inicjatorem budowy kościoła był ówczesny proboszcz parafii Świętej Trójcy, ks. prałat Augustin Schwierk. Kamień węgielny położono 16 października 1927 r. Uroczysta konsekracja odbyła się 21 października 1928 r., a dokonał jej kard. Adolf Bertram.
Kościół miał formę bazyliki, zaprojektowany przez Theodora Ehla. Cztery dzwony na wieży kościelnej zawieszono dopiero w 1960 r. Obok probostwa usytuowano dom katechetyczny, którego budowę ukończono w 1989 r. Z powodu nieustannych szkód górniczych prawie wszystkie budynki na terenie parafii zostały wyburzone. Ostatnią mszę w kościele odprawiono w dniu 19 marca 2016 r. Większość parafian przesiedlono na rozbudowywane osiedla mieszkaniowe położone w północnej części parafii.
Parafia prowadzi księgi chrztów, ślubów i zgonów od 1928 r. 4 października 2016 r. rozpoczęła się rozbiórka kościoła.
Nowy kościół powstał przy ulicy Strzelców Bytomskich 187.

## Poprzedni proboszczowie
- ks. Georg Bontzkowitz (wikariusz, kuratus 1928–1935),
- ks. Robert Niechoj (kuratus, proboszcz 1935–1958),
- ks. Andrzej Urbański (proboszcz 1958–1969),
- ks. Franciszek Józefiak (proboszcz 1969–1983), ks. Jerzy Pielka (wikariusz 1967–1969),  ks. Leonard Makiola (wikariusz 1981–1983),
- ks. Ginter Kurowski, (proboszcz 1983–1991), ks. Marian Wróblewski (wikariusz 28.08.1988 – 26.08.1991)
- ks. Tadeusz Romanek (proboszcz 27.08.1991 – 10.08.2009).

## Kapłani pochodzący z parafii wg roku święceń
- ks. Walenty Kozioł – 1967,
- ks. Edward Sobiegała – 1982,
- ks. Adam Kubasik – 1991,
- ks. Bartosz Podhajecki – 1996,
- ks. Krystian Hajduk – 1997,
- ks. Damian Dolnicki – 2003,
- ks. Sebastian Śliwiński – 2004[5].